# Изобильное (Калининградская область)
Изоби́льное — посёлок в Полесском муниципальном округе Калининградской области России.

## История
В 1947 году указом Президиума Верховного Совета РСФСР населённому пункту Даймехё (нем. Deimehöh) присвоено наименование посёлок Изобильное.

## Население
| 1939 | 2002 | 2010 | 2012 | 2013 |
| ---- | ---- | ---- | ---- | ---- |
| 213  | ↘148 | ↗157 | ↗164 | ↘161 |

## Улицы
- ул. Гвардейская,
- пер. Лесной,
- пер. Липовый,
- пер. Садовый.